# Galerina nana
Galerina nana (Petri) Kühner, Encyclopédie Mycologique 7: 219 (1935).

## Descrizione della specie
Cappello
0,5–2 cm di diametro, prima subconico, poi conico-campanulato infine campanulato espanso con umbone ben evidente.
Cuticolaliscia, brillante, mediamente untuosa, di colore bruno-rossastro, bruno-ocraceo o ocra-giallastro, più scura al centro del cappello.
Marginenon striato, spesso involuto, con fibrille radiali, a maturità sinuoso, lievemente debordante.
Lamelle
Poco fitte, intercalate a lamellule, mediamente larghe (1–4 mm), prima annesse-adnate, poi subdecorrenti, color crema poi ocra-arancio, infine brunastre, con filo pallido, minutamente eroso.
Gambo
1,5-3,5 x 0,2 cm, consistente, regolare, cilindrico, fistoloso, spesso attenuato alla base, ricoperto per due terzi da una fine forfora biancastra, colore bruno-rossastro, con colorazione più intensa alla base.
Carne
Esigua, fibrosa nel gambo, brunastra.
Odore e sapore irrilevanti.
Microscopia
Spore7,8 - 12,5 x 5-6,5 µm, bruno-rossastre in massa, verrucose, amigdaliformi o subfusiformi, senza poro germinativo, con plaga ilare evidente.
Basidi22-27 x 6-8 µm, claviformi, bisporici, con giunti a fibbia.
Cistidi40-75 x 10-20 µm, prevalentemente subfusiformi, rivestiti all'apice da una massa cristallina.
Giunti a fibbiapresenti in tutti i tessuti.

## Habitat
La Galerina nana cresce a piccoli gruppi su lettiera di aghifoglie.

## Commestibilità
Non commestibile. Senza valore.

## Etimologia
Il nome deriva dal latino "nana" per via delle dimensioni piuttosto esigue del carpoforo.

## Binomi e sinonimi obsoleti
- Galera nana (Petri) J.E. Lange, Fl. Agaric. Danic. 4: 41 pl.127H (1939)
- Galerula nana (Petri) Kühner, Bulletin de la Société Mycologique de France 50: 78 (1934)
- Galerula velenovskyi Kühner, Bull. trimest. Soc. mycol. Fr. 50: 78 (1934)
- Naucoria nana Petri, Nuovo Giornale Botanico Italiano., n.s. 10: 357 (1903).

## Specie simili
Una specie vicina alla G. nana è la Galerina heimansii Reijnders, che si differenzia per le dimensioni del cappello più piccole ( 4 – 10 mm) e per la conformazione dei cistidi che hanno una struttura cristallizzata diversa e mucillagine all'apice.